# Pavement Cracks
Pavement Cracks – singel Annie Lennox, wydany w roku 2003.

## Ogólne informacje
Był to pierwszy singel z albumu Bare. Nie ukazał się on w regularnej sprzedaży, został wydany jedynie jako singel promocyjny. Utwór trafił na pierwsze miejsce amerykańskiej listy Hot Dance Club Play.